# Alfarería en la provincia de Almería
La alfarería en la provincia de Almería (España), como fenómeno etnográfico posterior a la romanización, queda definida por su esencia musulmana y la herencia cultural morisca. El Museo de Almería reúne materiales del periodo califal, del taifal y del nazarí granadino, así como testimonio de la actividad en focos ya desaparecidos como los de Abla, Berja, Huércal-Overa, Íllar, Serón y el valle del río Andarax. La labor alfarera, como tal oficio artesano, está documentada desde la segunda mitad del siglo XVI. Algunos centros alfareros aún conservan una fuerte tradición.

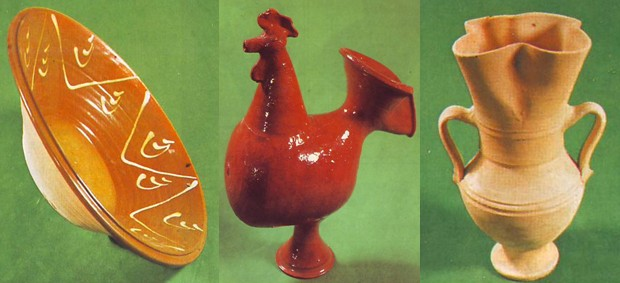
Cerámica tradicional de Almería (Museo de Artes y Costumbres Populares de Sevilla). De izqu.a dcha: lebrillo -38 cm- de Albox, gallo de Sorbas, y jarra de cuatro picos de Alhabia.

## Documentación histórica
A partir de un estudio detallado del historiador y académico granadino Antonio Gil Albarracín sobre el origen de la industria alfarera en Sorbas, pueden enunciarse las fuentes documentales de tal oficio en el conjunto de la provincia de Almería:
- Los libros de apeo y repartimento. Con entradas, en el caso de Sorbas, fechadas en 1573 y referidas a almadrabas de teja y ladrillo, y cantarerías de dicha localidad.
- El Catastro de Ensenada enumeraba, en 1752 en Sorbas, seis maestros de Alfarero nombrando componentes de las familias Guerrero, Mañas, Peralta y Requena. Citaba también sus pagos al duque de Alba por el derecho a tomar la arcilla para la fabricación de ollas. Asimismo, en 1785, daba noticia de una fábrica de mucha extensión, de loza basta inferior para el uso de cocina y fogón, en la que se emplean cincuenta hombres...
- El botánico español Simón de Rojas Clemente y Rubio anotó en su diario de viaje, en agosto de 1805: En Sorbas es una de las cosas más notables las quinze fábricas de vidriado para ollas, cazuelas y otras vasijas de fuego....[4]
- En 1850, Pascual Madoz registra 26 talleres en Sorbas, principal centro alfarero provincial, seguido de Almería capital y sus barriadas de Cuevas de los Medinas y Cuevas de los Úbedas, con diez talleres en conjunto, Vera con ocho, Níjar con cinco, Albox con cuatro, Alhabia y Huércal-Overa con tres, y uno en Abla. Además de los tejares y fábricas de ladrillos de Abla, Almería y Berja.
- Finalmente, Gil Albarracín encuentra media docena de familias de alfareros anotadas en el Anuario Riera, y una veintena de maestros registrados en los censos electorales de 1908 y 1913,[5] cifra que se reduce a menos de la mitad en el censo de 1930.
- Los dos mejores trabajos de campo realizados en Andalucía en el siglo XX, localizaron a comienzos de los años 1970 una decena de talleres activos en la provincia, que aumentaron a dieciocho en la siguiente década.[6]

## Características y medios
- Se trabaja en tres tipos de torno o rueda: hundido, semihundido y elevado (con mesa de mampostería o de madera).
- Los hornos son del modelo tradicional árabe o moruno. Constan de caldera, puerta caldera, arcos, "zabaletes" y "crucetas", cámara, cúpula, "amofré" y respiraderos o brameras.
- Las arcillas suelen extraerse en la localidad, circunstancia esencial para la evaluación de la consistencia y personalidad de las piezas. Para la alfarería de agua se utiliza tierra blanca o amarilla; para la de fuego, que requiere vidriado parcial o total, y para las piezas decorativas de cerámica fina, se emplea tierra rubial de color rojizo, también llamada tierra hecha o, según las zonas, tierra azul o grea.[7]

## Centros alfareros almerienses

### Albox
Importante foco morisco, a comienzos del siglo XX llegó a tener una treintena de alfareros que se repartían entre el barrio Alto y La Loma. Aunque ya no se fabrican varias clases de cántaros, el botijo chapado de arriero ni las 'cantaricas' para las siegas, sigue haciéndose alfarería de agua, allí llamada de barreño: tarros para ordeñar las cabras, el 'cuezo' para hacer queso, el orinal y, en el mes de noviembre, los lebrillos y las orzas. Estas últimas, vidriadas en blanco y decoradas con churretones azules, reciben diferentes nombres según usos y tamaños: mantequera, barrilera, cortaera y orza de tres reales. A finales del siglo XX seguían activas dos familias: los Puntas y los Hernández, trabajando aún en ruedas excavadas.

#### Alhabia
En su "Barrio Alfarería", la tradición artesana es conservada por los talleres familiares de Juan Castellón y Manuel González. Se trabaja un tipo de vidriado multicolor, similar al de Níjar. Entre las piezas 'sin bañar' hay cantarillas, jarras de cuatro picos y el tradicional cántaro que, como símbolo heráldico, campea en su escudo municipal. También se hace cerámica decorativa del tipo mayólica.

#### Benahadux
Su último alfarero, José Castellón Sala, hacía piezas sin vidriar, trabajando hasta 1998 en un taller-cueva, con horno árabe y arcillas greas.

#### Níjar
Foco alfarero de documentada antigüedad, con tornos excavados que fueron siendo sustituidos por los eléctricos. Entre 1970 y 1980 se documentan los talleres de Francisco Segura, Joaquín Góngora, Manuel Granados, Rafael y Baldomero García y Ángel Lores.
Quizá seducido por la morbosidad del Cortijo del Fraile, escenario natural donde se desarrolló el 22 de julio de 1928 el episodio relatado en Bodas de Sangre de Federico García Lorca, el escritor Juan Goytisolo recorrió esa región de Almería en 1954. En su vagabundeo por las calles de Níjar, entra una tarde en un taller de alfarería que describe así: 

"Es un cobertizo bajo, sin ventanas, donde trabajan cuatro hombres. Los maestros moldean sentados en los tornos y el aprendiz apelmaza la arcilla golpeándola contra una laja. Al fondo, en una solana hay varias hileras de lebrillos puestos a secar. Los hombres parecen acostumbrados a la curiosidad de los mirones. Los tornos están empozados de manera que la rueda superior quede a la altura del suelo, y pedalean enterrados hasta la cintura, con rapidez milagrosa. En sus manos, la arcilla cobra en pocos segundos la forma de un cuenco. Cuando terminan lo dejan sobre una tabla y empiezan otro.
 Juan Goytisolo.

#### Sorbas
Está considerado el principal centro alfarero de la provincia. En su barrio de Las Alfareras se conservan pilones, balsas y dos hornos morunos en los que aún se trabaja. Sin embargo, las muflas para hornear ladrillos, traídas de Manises en la década de 1970, prácticamente dejaron de usarse tras la llegada de hornos más económicos. Las tierras empleadas se extraen de la zona, la blanca de la Cañada Siscar y la rubial o roja de La Mojonera.
En la memoria del pueblo aún resuenan los apellidos de las grandes sagas de maestros alfareros:  la de los Mañas (cuyo rastro en los archivos eclesiásticos pueden seguirse hasta el año 1600); la de origen granadino -Cúllar-, de los García Alpáñez , los García Lario y los García Muñoz, emparentados con los Simón; la de los Ayala, oriundos de Totana (Murcia), otro gran foco alfarero; la de los Fenoy, que vinieron de Tabernas a principios del siglo XX; la de los Madriles, descendientes de Sebastián Requena, documentados en el Catastro de Ensenada de 1728, y a su vez emparentados con los Requena Cayuela. A su labor se asociarían pintores sorbeños como Pedro Soler y Miguel Capel, con atrevidas decoraciones de las piezas.
De entre la rica producción alfarera de Sorbas, destacan por su originalidad la canalera (de casi medio metro y aplicación a la arquitectura regional como remate a los canales de desagüe), y botijos como la cántara de pipa y el gallo de Sorbas, de barro rojo, heredero pobre del torogallo. Y en el capítulo más 'creativo': el tintero de José Mañas -que ya no se hace-, y la turística mojaquera de Juan Simón y Pedro Soler, muñeca de barro, similar a la que hacían los Requena.
Entre las costumbres tradicionales aún pervive, aunque quizá degenerada, la Fiesta de las ollas o de tirar las ollas. En agosto de 2004 se celebró la primera Feria de Artesanía de Sorbas. En 2011 continuaban activas las alfarerías de Juan Simón y Jaime Mañas.

#### Tabernas
La actividad en Tabernas desapareció a finales de 1970. Su último alfarero, Diego López Fenoy, fabricaba cántaros de dos asas y cuello alto, botijas camperas, bebederos para animales, huchas y macetas. Hábil carpintero, también hacía cantareras. Trabajaba con tierras greda y rubial de la zona y horno moruno.

#### Vera
Continuaba activo en 2007 el taller de Salvador Hernández, fabricante de alfarería de agua, blanca y sin vidriar: finas jarras moras (jarras blancas de cuatro y cinco picos, del tipo alcarraza similares a la talla trianera); curiosas jarras de trampa, y cantarillas y botijas de dos asas.

## Juguetes y silbatos
El museo arqueológico de Almería alberga una curiosa colección de juguetes, silbatos e instrumentos de arcilla. En ella puede verse un conjunto de 'cacharritos' de claro origen islámico y otros posteriores, cristianos. Entre los primeros, contextualizados ya en el siglo XII, hay alcadafes de engobe rojo, anafres, cazuelas y ataifores; jarros y jarrones de los periodos almohade y nazarí, y pequeñas orzas vidriadas en verde, similares a las encontradas en la Alhambra. 
Entre los juguetes cristianos de barro, del siglo XVI en adelante y de mayor tamaño que los islámicos, hay copas, jarritas, morteros y fruteros, a veces cubiertos  del referido vedrío verde.
Igualmente curiosos son los silbatos, clasificados en cuatro grupos:
- Silbatos de agua, llamados también canarios, jilgueros o pajarillos, casi iguales a los encontrados en Granada y en la Fortaleza de la Mota, en Alcalá la Real (Jaén).
- Aves, con dos orificios y caja de resonancia oval, comparables a la paloma de Baza y el gallo del Museo de Jaén.
- Figuras antropomorfas: juglar, cortesano, artesano, mujeres tocando un instrumento (cortesanas) o sosteniendo un niño (nodrizas), que los expertos sitúan en el siglo XVI.
- Caballos con o sin jinete,  que forman el grupo más numeroso. El silbato va situado en la grupa del equino que, al igual que los jinetes, presenta un diseño de gran simpleza, si bien se ha descubierto que para algunos detalles, como las cabezas, se usaban moldes.
- Mayor complejidad que un silbato ofrecen algunas piezas consideradas instrumentos musicales de juguete (o quizá simples ingenios ruidosos para ciertos rituales como procesiones o festejos). Hay ocarinas con forma de pez, figuras antropomorfas con varios 'agujerillos' y las típicas campanitas de barro.

Etnógrafos y arqueólogos añaden posibles funciones para estos silbatos de juguete: ahuyentar malos espíritus, emular el canto de las aves, -cual reclamos de caza-, ahuyentar a determinados parásitos...

## Alfarería turística
La proximidad de las playas mediterráneas hace que prolifere un comercio alfarero y cerámico ajeno al valor tradicional. En ocasiones, el producto, originalmente puro, valioso y bien hecho se mezcla con reclamos regionales; así ocurre con parte de la producción del taller de Francisco Robles, en el barrio de Viator, en la capital, que decora con el indalo muchas de sus piezas.

## En la heráldica

Alhabia: un cántaro de oro.
Nijar: dos cántaras de oro.
Santa Fe de Mondújar: un vaso campaniforme de oro (olla).